# 拉雷 (热尔省)
拉雷（法語：Larée，法語發音：[laʁe]）是法国热尔省的一个市镇，属于孔东区。

## 地理
拉雷（43°54'20"N, 0°3'18"W）面积12.87 平方千米，位于法国奧克西塔尼大區热尔省，该省份为法国西南部内陆省份，北起顺时针与洛特-加龙省、塔恩-加龙省、上加龙省、上比利牛斯省、大西洋比利牛斯省和朗德省接壤。
与拉雷接壤的市镇（或旧市镇、城区）包括：卡佐邦、利亚斯达马尼亚克、马尔盖斯托、蒙克拉尔。

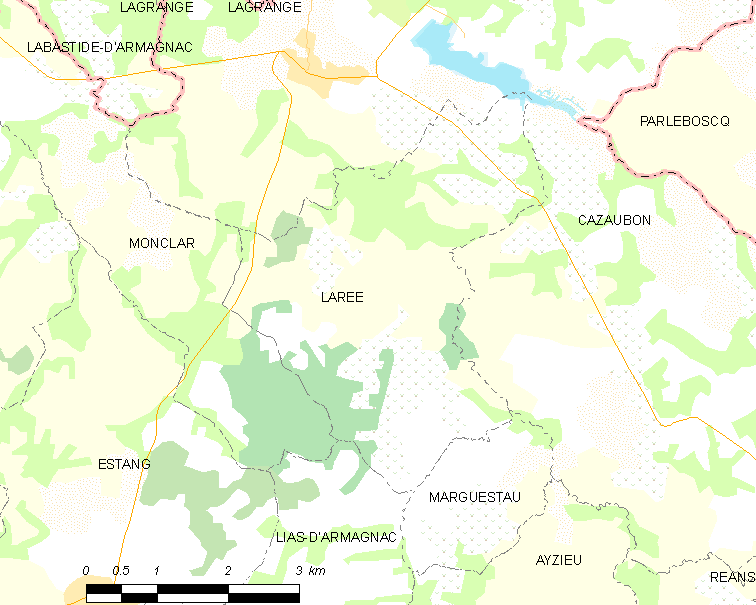
的OSM定位图

拉雷的时区为UTC+01:00、UTC+02:00（夏令时）。

## 行政
拉雷的邮政编码为32150，INSEE市镇编码为32193。

## 政治
拉雷所属的省级选区为大下阿马尼亚克县。

## 人口

1962-2008年间人口变化图示

拉雷于2022年1月1日时的人口数量为237人。